# Payo Enríquez de Rivera
Don Payo Enríquez de Rivera, född 1622, död den 8 april 1684, var biskop i Guatemala 1657-1667, därefter ärkebiskop av Mexiko och vicekung av Nya Spanien (från den 13 december 1673 till den 30 november 1680).